# دنیس بوسک
دنیس بوسک (فرانسوی: Denise Bosc‎؛ ۱۹ ژوئیه ۱۹۱۶ – ۹ مارس ۲۰۰۲ (aged 85)) هنرپیشه اهل فرانسه بود.
از فیلم‌ها یا برنامه‌های تلویزیونی که وی در آنها نقش داشته‌است می‌توان به جمیله اشاره کرد.